# Истлейк, Уильям
Уильям Истлейк (Уильям Дерри Истлейк, англ. William Derry Eastlake, 1917—1997) — американский писатель, автор 9 романов и большого количества рассказов. Пик творческой активности и популярности пришёлся на 1950—1960 годы. В 1969 по его роману «Охрана замка» Сидни Поллак снял одноимённый фильм.

## Биография
Уильям Истлейк родился 14 июля 1917 года в Нью-Йорке, детство прошло в Колдуэлле (Нью-Джерси). После школы работал в разных местах и в разных штатах, в начале 1940-х устроился продавцом в знаменитый в то время книжный магазин Стэнли Роуза в Лос-Анджелесе. Этот книжный магазин, особенно его «Задняя комната», были известны как место встреч ведущих американских писателей: Драйзера, Сарояна, Стейнбека. Знакомство и общение с ними подтолкнуло Истлейка к мысли стать писателем.
После нападения японцев на Перл-Харбор Уильям Истлейк записался добровольцем в армию. После начальной военной подготовки он был отправлен в 1942 году в Форт Орд к югу от Сан-Франциско с обязанностью «наблюдения» за добровольцами из числа американцев японского происхождения. Он крайне тяготился этой обязанностью и был возмущён обращением правительства с семьями добровольцев. Как позже он написал в мемуарах: «Я ещё не встречал более проамерикански патриотически настроенных солдат, чем эти японоамериканцы. Их отправляли в бой и они сражались со всей отвагой и погибали за страну, а их родные и близкие в это время сидели в концентрационных лагерях, эвфемистично называемых „центры перемещения“». Этот опыт и возмущение Истлейк выразил в первом своём цельном произведении, рассказе «Страна Ишимото» (Ishimoto's Land). Рассказ не был принят к печати в США как «слишком упрощающий сложную ситуацию». Лишь в 1947 году его удалось издать в швейцарском журнале Essai, это стало первым напечатанным произведением Истлейка.
В конце концов Истлейк добился перевода в действующую армию, был переправлен в Великобританию и 6 июня 1944 года участвовал в высадке союзных войск в секторе Омаха-Бич. Далее последовали сражения во Франции и Бельгии. В ходе Арденнской операции Истлейк, исполнявший обязанности командира взвода, получил тяжёлое ранение в правое плечо. Он был награждён Бронзовой звездой, однако до конца жизни не любил говорить ни о ранении, ни о награде. Гражданская жена Истлейка Мэрилин Хилл объясняла это тем, что он точно знал: он был ранен не немцами, а шрапнелью от «дружественного огня».

## Произведения
Уильям Истлейк написал 9 романов и большое число рассказов. В русском переводе издавалось лишь несколько рассказов: «После Кастера такого не бывало» — о войне во Вьетнаме, «Ещё увидимся, Крокодил» (дословный перевод рифмованного американского выражения see you later alligator в значении пока-пока, до скорого) — о жизни индейцев, «Родео» — о жизни ковбоев.
Романы:
- Предстань во всей красе (Go in Beauty, 1956)
- Семейство Бронков (Bronc People, 1958)
- Портрет художника с двадцатью шестью лошадьми (Portrait of an Artist with Twenty-Six Horses, 1963)
- Охрана замка (Башня замка) (Castle Keep, 1965)
- Бамбуковое ложе (The Bamboo Bed, 1969)
- Детский сад стихов для революции (A Child's Garden of Verses for the Revolution, 1970)
- Танцующие в Доме Скальпов (Dancers in the Scalp House, 1975)
- Долгое обнажённое погружение в Бостон (The Long, Naked Descent into Boston, 1977)
- Джек Армстронг в Танжере (Jack Armstrong in Tangier, 1984)